# Sphaerodactylus altavelensis
Sphaerodactylus altavelensis är en ödleart som beskrevs av Noble och Hassler 1933. Sphaerodactylus altavelensis ingår i släktet Sphaerodactylus och familjen geckoödlor.
Arten förekommer i Västindien på Hispaniola samt på Isla Alto Velo i samma region. Honor lägger ägg.

## Underarter
Arten delas in i följande underarter:
- S. a. brevirostratus
- S. a. enriquilloensis
- S. a. lucioi
- S. a. altavelensis